# Körtjärnen
Körtjärnen är en sjö i Ånge kommun i Medelpad och ingår i Delångersåns huvudavrinningsområde.